# Château de Brissac
Cet article concerne le château de Brissac en Maine-et-Loire. Pour le château de Brissac situé dans l'Hérault, voir Château de Brissac (Hérault). Pour les autres homonymes, voir Brissac.

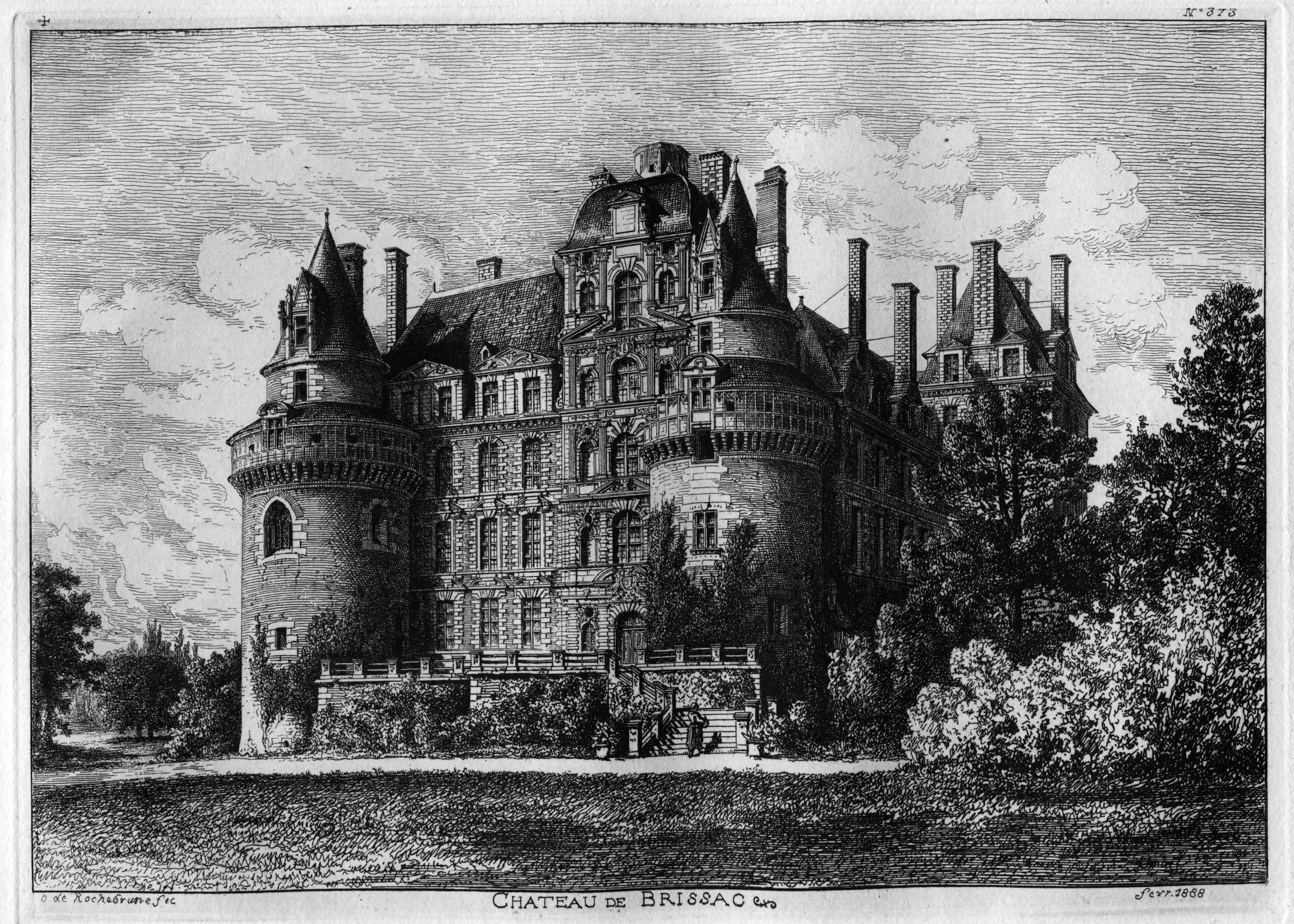
Château de Brissac, par Octave de Rochebrune
(eau forte datée de février 1888).

Le château de Brissac est un ancien château-fort du comté d'Anjou, construit au XIe siècle, devenu au XVIe siècle propriété de la famille de Cossé-Brissac et toujours résidence des ducs de Brissac. Situé à Brissac, à quinze kilomètres d'Angers, dans l'actuelle commune de Brissac Loire Aubance (Maine-et-Loire), il est partiellement protégé au titre des monuments historiques.

## Histoire
C'est à l'origine un château-fort construit par Foulques Nerra, comte d'Anjou, au XIe siècle. Après la défaite des Anglais par Philippe Auguste, celui-ci le cède au sénéchal Guillaume des Roches.
Le château est acquis en 1435 et reconstruit en 1455 par Pierre de Brézé, un fidèle de Charles VII. À la mort de celui-ci, survenue à la bataille de Montlhéry en sauvant le roi, c'est son fils, Jacques de Brézé, qui en hérite et s'installe au château, avec sa femme Charlotte de Valois (fille de Charles VII et d'Agnès Sorel). Lorsque Jacques découvre que sa femme a une liaison avec son ami Pierre de Lavergne, il les transperce avec son épée le 1er juin 1477 ; aujourd'hui une légende prétend qu'elle apparaît sous la forme d'une dame blanche les nuits d'orage.
Pendant le règne de François Ier (1515 à 1547), la propriété est achetée en 1502 par René de Cossé que le roi nomme gouverneur du Maine et de l'Anjou. Le château entre ainsi dans la famille des Cossé qui adopte alors le nom de Brissac.
Pendant les guerres de religion, Charles de Cossé (petit-fils de René) prend le parti de la Ligue, et le château est assiégé par le roi Henri IV. Après son ralliement au roi en 1594, il retrouve son château gravement endommagé en 1606, et obtient le titre de maréchal de France, ainsi que celui de duc de Brissac en 1611. La forteresse étant tout près d'être démolie, elle est reconstruite sous la conduite de l'architecte Jacques Corbineau qui en fait un édifice grandiose. À cette époque, le duc de Brissac prend pour secrétaire particulier le gentilhomme Goddes de Varennes, marquis de la Perrière. Le 13 août 1620, une première entrevue de conciliation a lieu à Brissac en « terrain neutre » entre Louis XIII et sa mère Marie de Médicis, la réconciliation solennelle ayant lieu au bout de trois jours de festivités et de plusieurs entretiens privés.

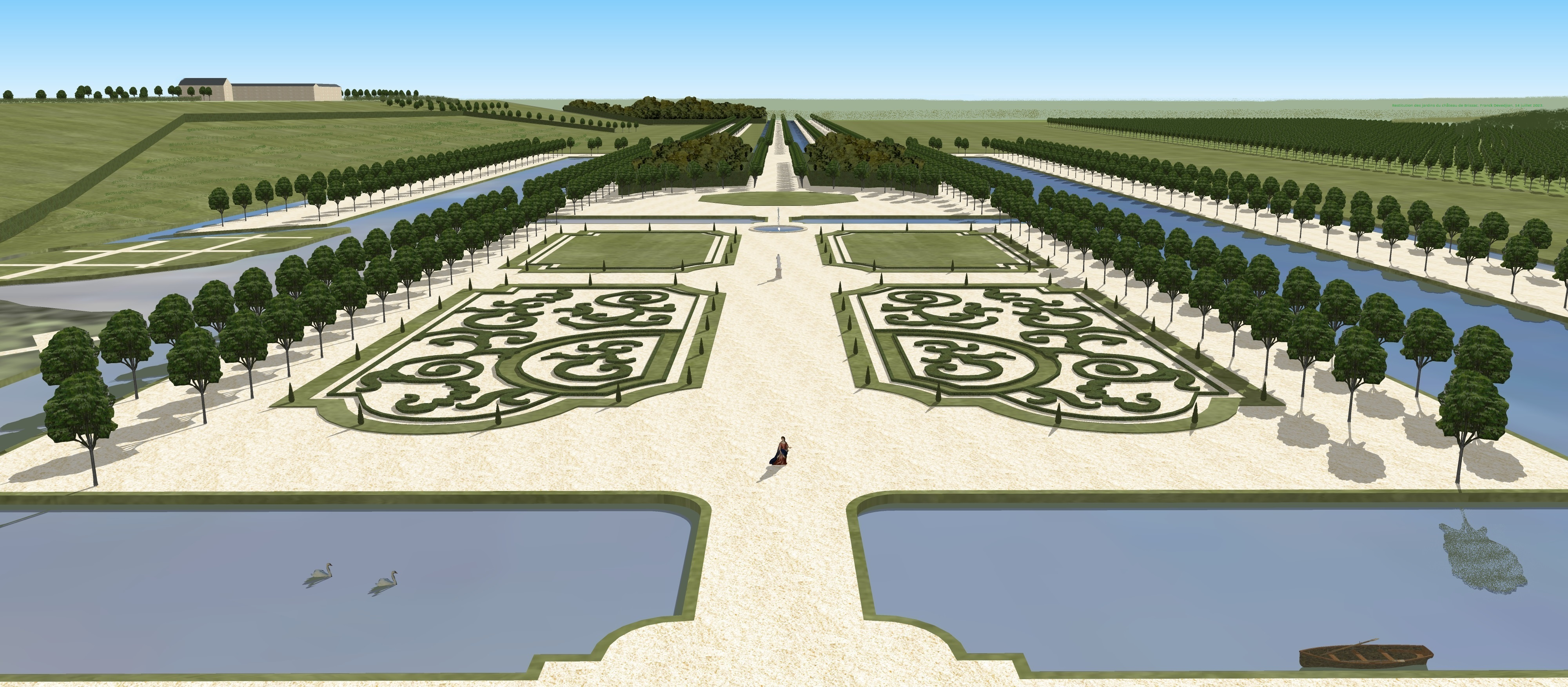
Restitution de la grande perspective du château de Brissac, XVIIIe siècle.

Les Cossé-Brissac conservent le château jusqu'en 1792. Lors de la Révolution, il est réquisitionné et transformé en cantonnement pour les « Bleus » de Vendée. Mis à sac par les révolutionnaires, il reste dans cet état jusqu'en 1844, où un programme de restauration est entrepris et poursuivi par les Cossé-Brissac, à qui le château est restitué après la Révolution, et dont les membres s'y sont succédé depuis.
En 1890 est inauguré son théâtre, créé sur deux étages par sa propriétaire, née Jeanne-Marie Say (1848-1916), petite-fille du raffineur de sucre Louis Say, veuve en premières noces de Roland de Cossé, marquis de Brissac en 1871, puis vicomtesse de Trédern. Ce théâtre est restauré vers 1983.
Le duc de Brissac ayant proposé son château pour abriter des œuvres d'art, il reçoit en 1939-1940 le mobilier de Versailles — gardé sur place jusqu'en 1946 par l'épouse de Gaston Brière, son ancien conservateur — des œuvres des musées Gustave Moreau, Nissim de Camondo, Arts Décoratifs, de Châlons-sur-Marne, des palais de l'Élysée et du Sénat, de la Comédie-Française, de la légation de Suisse, des ambassades d'Argentine et de Grande-Bretagne et, parmi 65 collections privées, celles d'André Lhote, Maurice Denis, Paul Valéry ainsi que le trésor de la cathédrale d'Angers.
Corinne Bouchoux cite un rapport de Brière sur l'irruption de cinq soldats allemands au château en août 1944, qui y tuèrent le gardien J.-B. Faucher.
Il est évoqué dans les souvenirs de Simon Charles Timoléon Pierre de Cossé (1900-1993), duc de Brissac en 1944 : En d'autres temps (1900-1939), La suite des temps (1939-1958), Le temps qui court (1959-1974) et Le Château d'en face (1974-1985) (B. Grasset et Fasquelle).
En 1960, le photographe Pierre Jahan réalisa pour la revue Plaisir de France plusieurs clichés du château ; il publia celui montrant un cavalier cuirassé dans la salle d'armes (Objectif - Marval, 1994, p. 93) où René Briat, qui l'accompagnait, revêtit un heaume que son compère ferma malencontreusement d'un coup de pouce… et dont il ne put extraire sa tête qu'avec l'aide de l'intendant du duc, absent ce jour-là.
En 1950, Jean Morin, alors préfet du département, a l'idée d'organiser une représentation théâtrale au château. Ce spectacle monté par René Rabault inaugure ce qui deviendra ensuite le festival d'Anjou.

## Architecture
Son architecture en fait le château le plus haut de France, il compte jusqu'à sept niveaux ainsi que 204 pièces, et sa façade traduit les influences baroques de l'époque du XVIIe siècle. Les deux tours de la face du levant sont des vestiges de l'ancien château datant du XVe siècle.

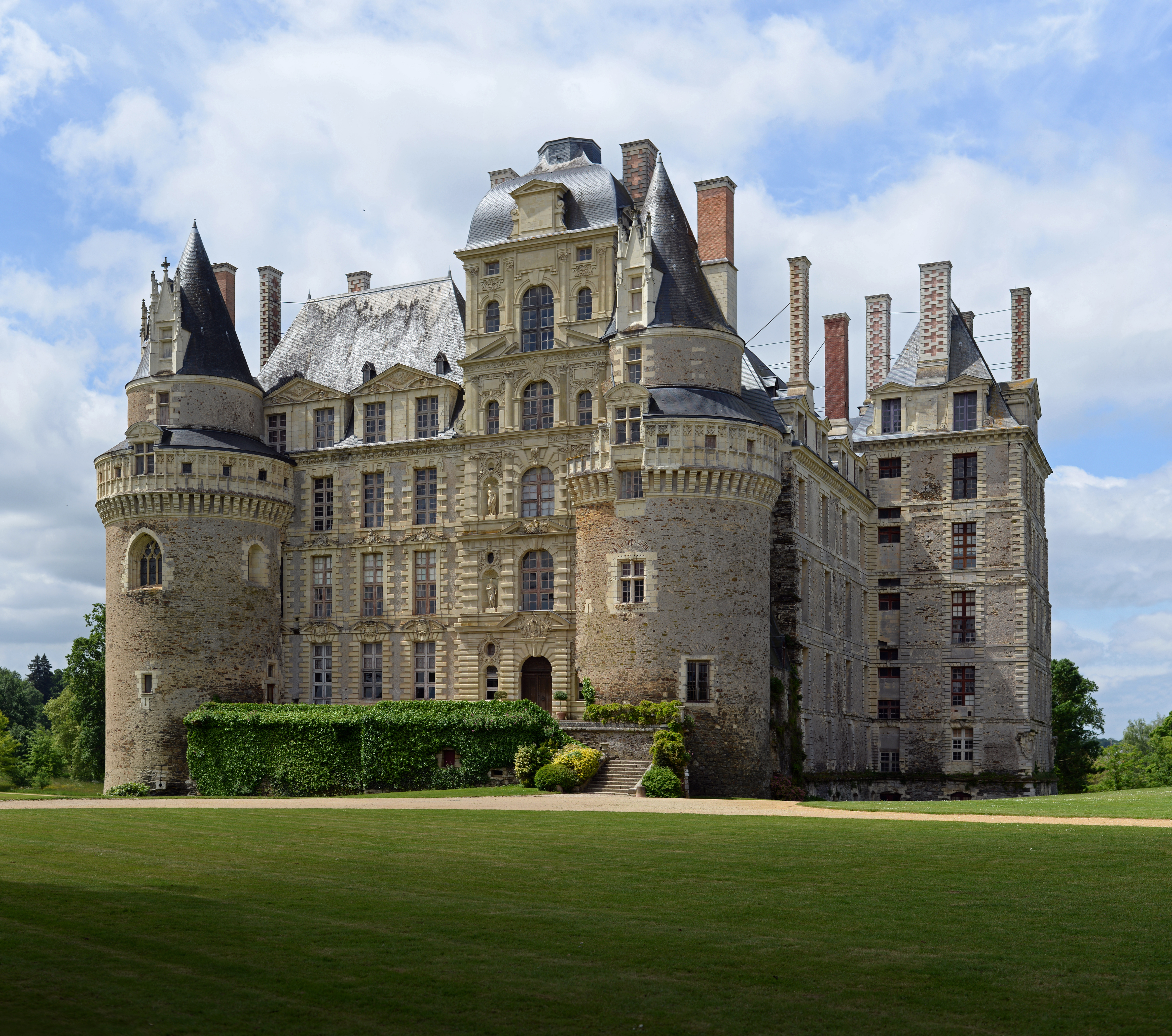
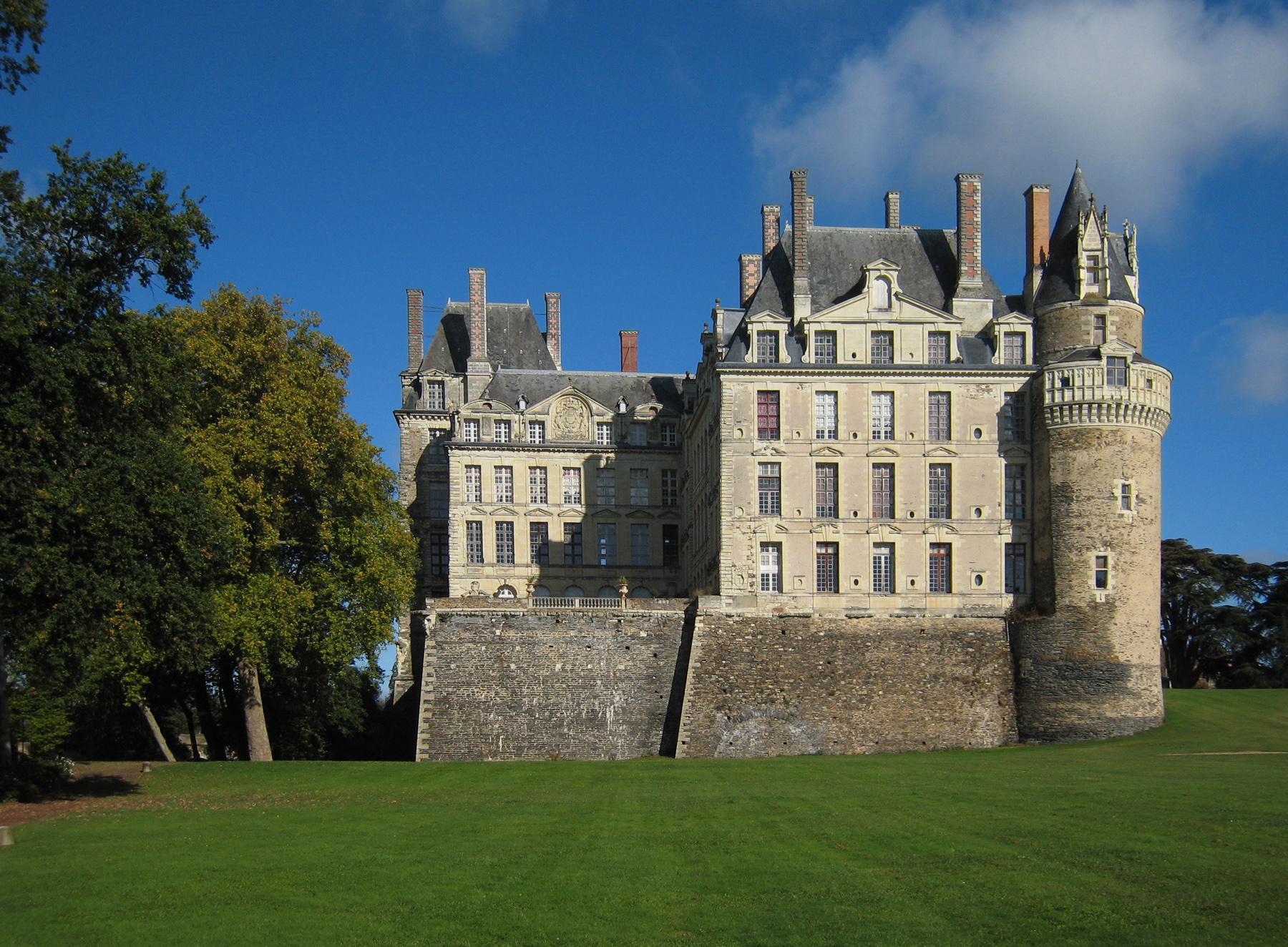

## Exploitation et gestion
Ouvert au public, le château héberge chaque année un marché de Noël, une chasse aux œufs de Pâques et le Festival Fashion Flower. Il accueille également de manière régulière des événements liés aux montgolfières, comme les départs du Championnat de France.

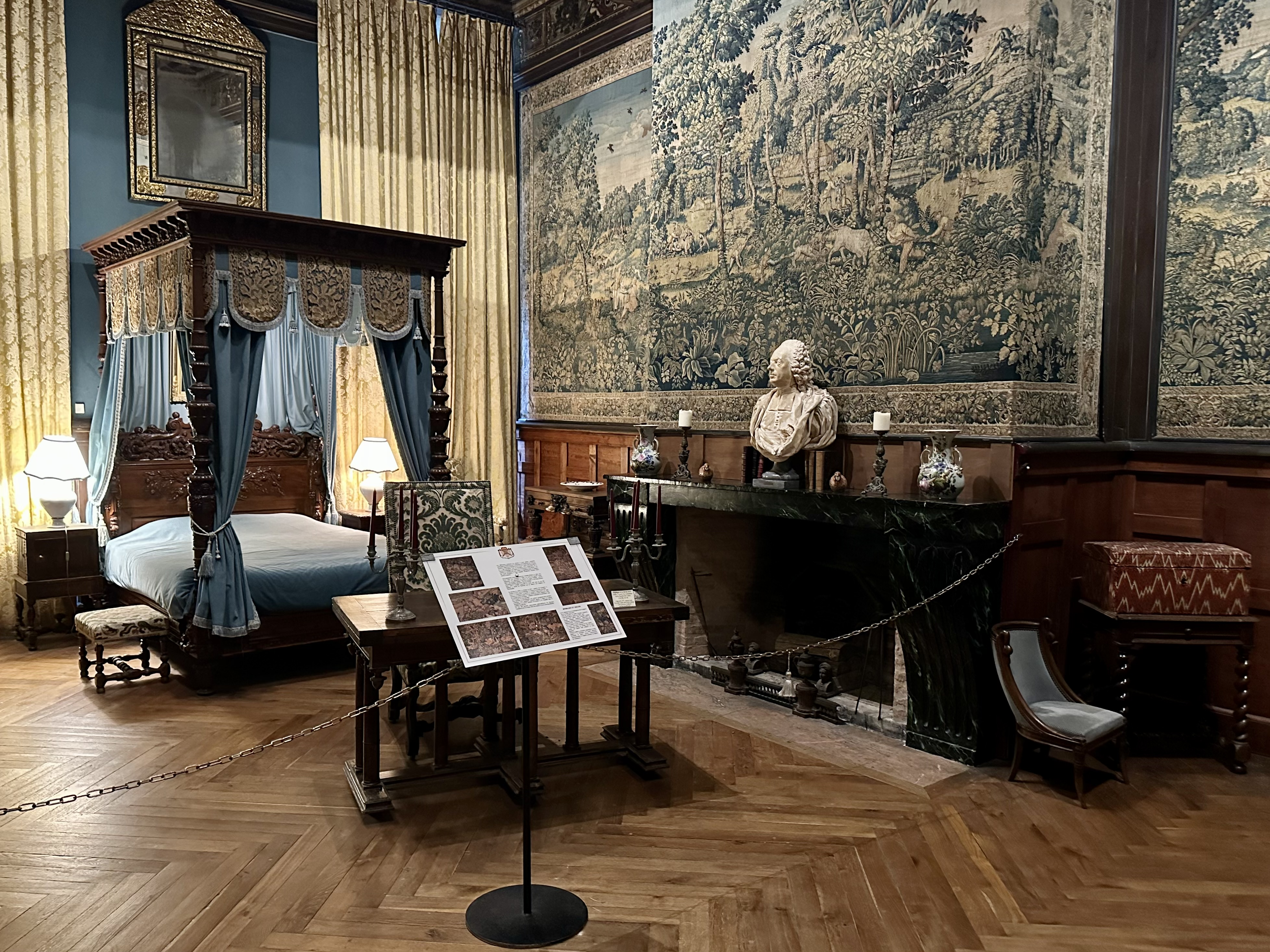
Chambre des chasses.
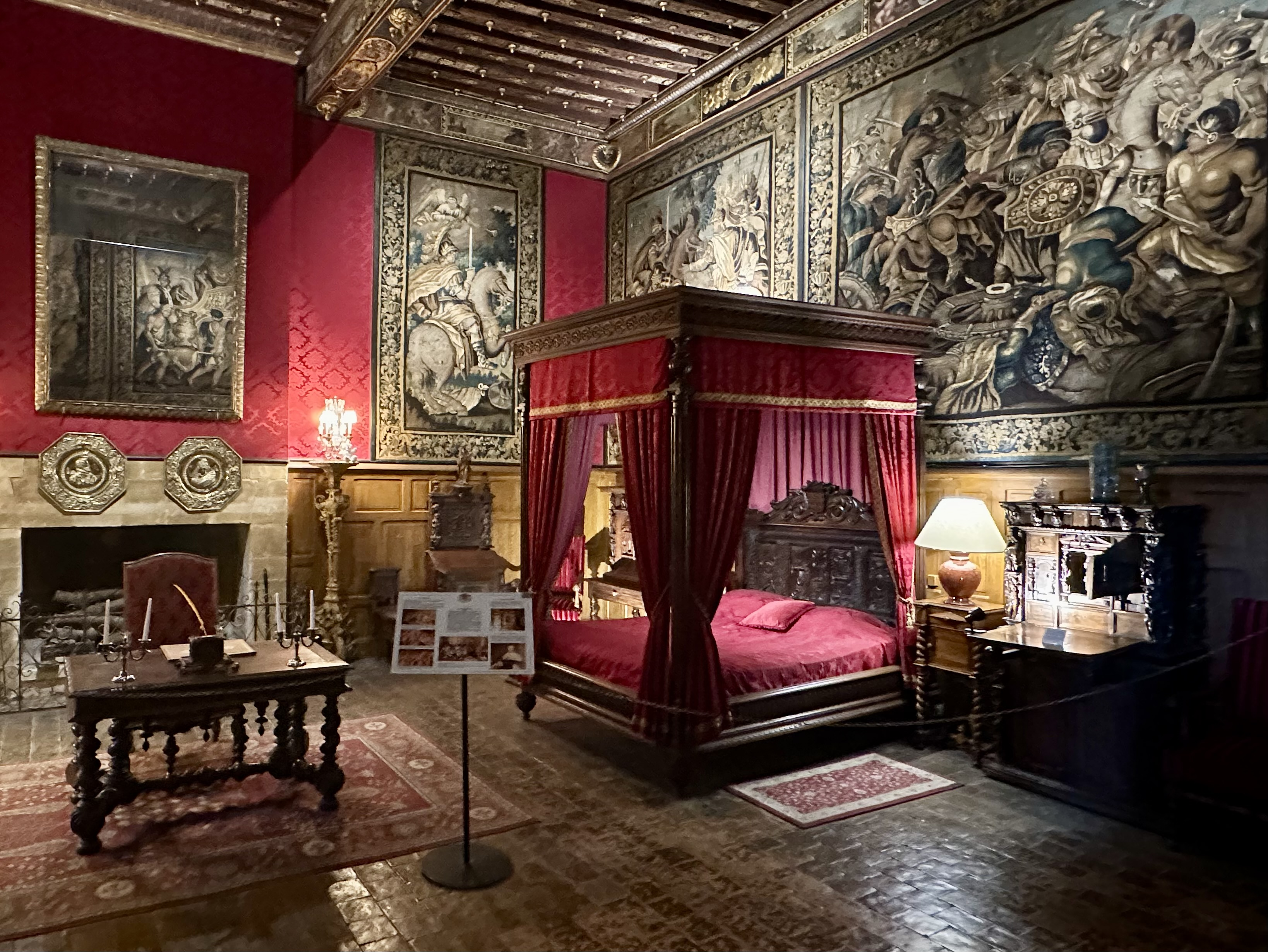
Chambre Louis XIII
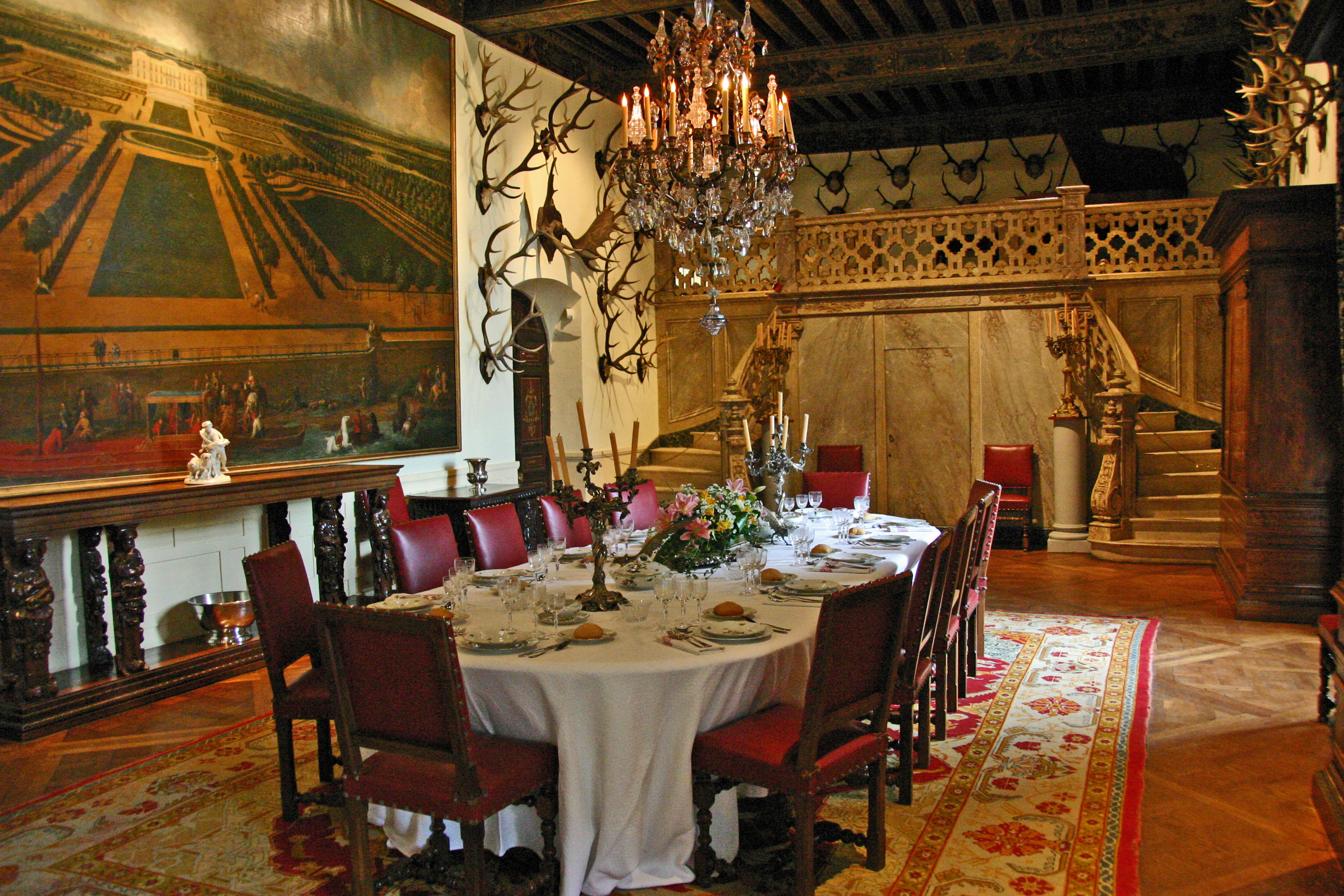

## Dans la culture populaire
Le château de Brissac est représenté au Parc Mini-Châteaux, un parc de miniatures situé à Amboise, consacré aux châteaux de la Loire.
Il apparaît également dans Fate/stay night, un jeu vidéo japonais de type visual novel. Dans l'univers du jeu, il s'agit du château Einzbern, celui de l'héroïne Illyasviel von Einzbern[réf. nécessaire].

## Lieu de tournage

### Tournages pourSecrets d'Histoire
Une équipe de l'émission Secrets d'Histoire a tourné plusieurs séquences au château dans le cadre d'un numéro consacré à Madame du Barry, intitulé La Du Barry : coup de foudre à Versailles, diffusé le 15 novembre 2016 sur France 2.
Des séquences ont également été tournées au château dans le cadre d'un autre numéro consacré à Marie de Médicis, intitulé Marie de Médicis ou l'obsession du pouvoir, diffusé le 19 juillet 2018 sur France 2.

### Tournages pourLa Guerre des trônes
Le château a également servi de décor pour les scènes de reconstitutions historiques de la saison 4 de la série documentaire La Guerre des trônes, la véritable histoire de l'Europe, qui raconte le règne de Louis XIV.

## Galerie

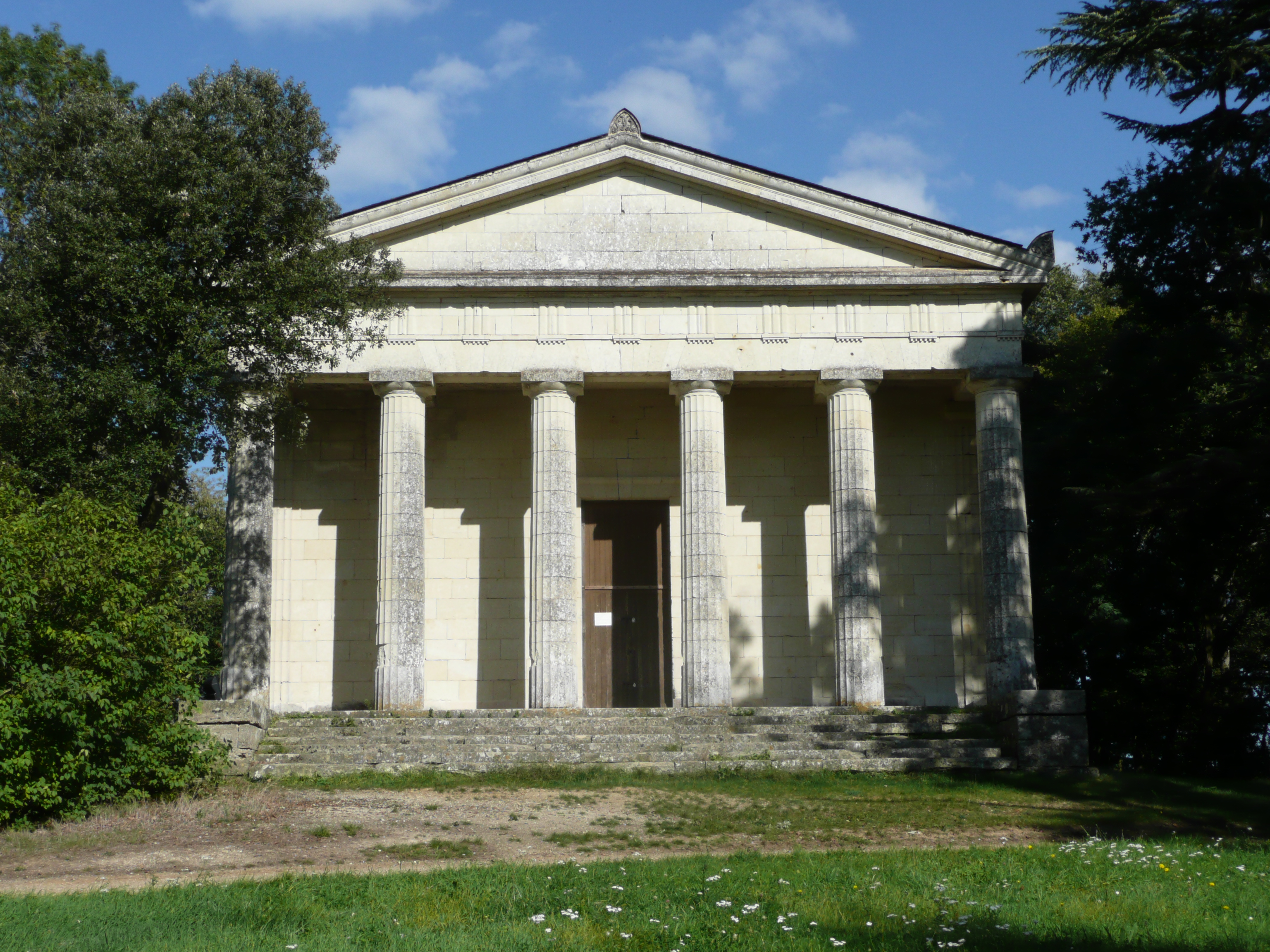
Le mausolée des ducs de Brissac dans le parc.

### Sources et bibliographie
- Pierre de Brissac, Le Château de Brissac, notice historique, Les Presses modernes, 1937
- Pierre de Brissac, Brissac, notice historique et descriptive, André Barry, 1957.
- Robert Dauvergne, Le château de Brissac au XVIIIe siècle, Paris, Impr. R. Foulon, 1945, 121 p.
- Nicolas Asseray, Brissac. Le coffre d'escarpe du château, dans Bulletin monumental, 2017, no 175-2, p. 162-166  (ISBN 978-2-901837-67-1)